# Lacus Timoris

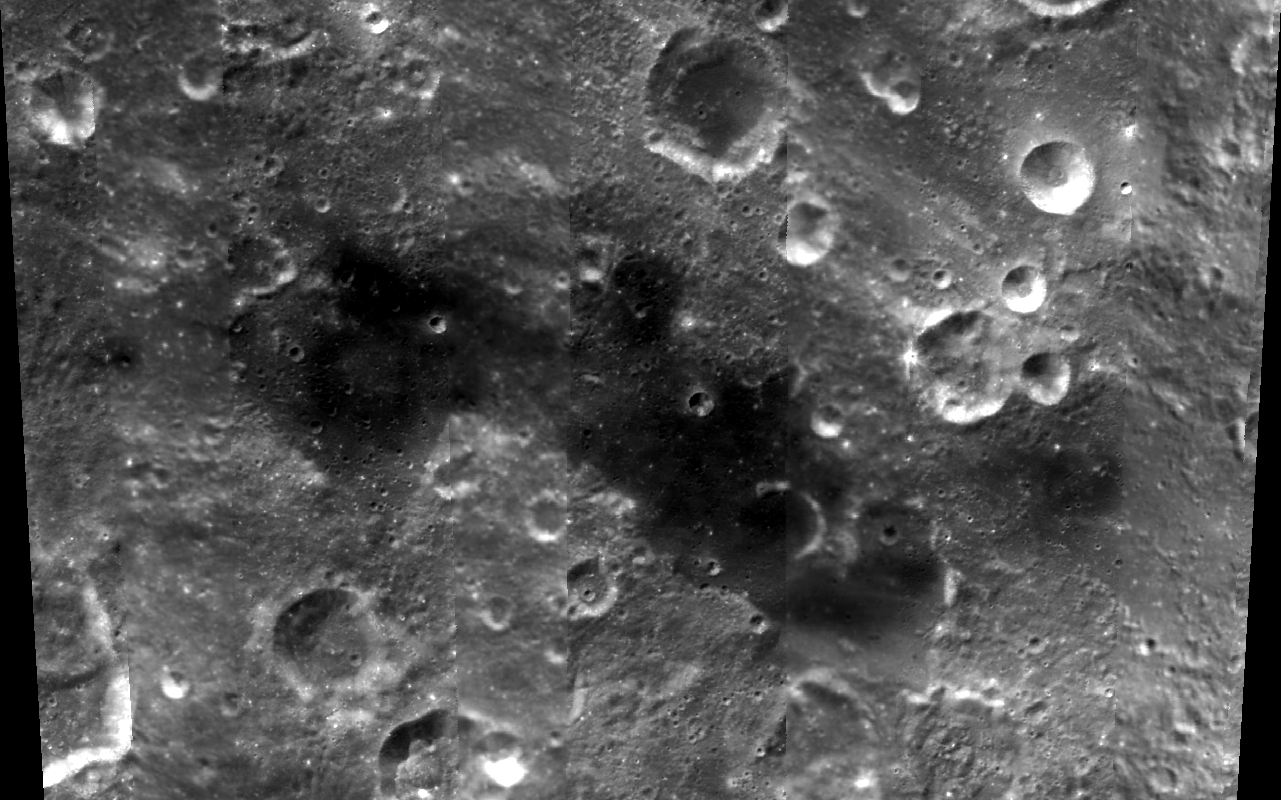
Lacus Timoris

Lacus Timoris (Lac de la peur en latin) est une petite mare lunaire. Ses coordonnées sélénographiques sont −38,8, −27,3 pour un diamètre de 117 km. Elle a été découverte en 1976 et son nom a été fixé par l'Union astronomique internationale lors d'une réunion à Grenoble. Sur son côté ouest se trouve le cratère lunaire Hainzel (cratère) (en).